# Aurèlia Fadil·la
Aurèlia Fadil·la (en llatí Aurelia Fadilla) va ser una dama romana del segle ii. Era filla de l'emperador Antoní Pius i de la seva muller Faustina.